# Ariane Wahlgren
För andra betydelser, se Ariane.
Anne-Marie Adelheid (Ariane) Wahlgren, född 31 december 1917 i Hamburg, Tyskland, död 15 maj 1993 i Sankt Görans församling, Stockholm, var en tysk-svensk journalist, radiokorrespondent och översättare.
Efter studier till skådespelerska i Berlin flyttade hon till Sverige i mitten av 1930-talet, och gifte sig 1937 med filmfotografen Kurt Wahlgren (1911–1988). I början av 1960-talet flyttade hon till Aten och var under militärjuntan verksam som utrikeskorrespondent för Sveriges Radio. Vid sin död testamenterade hon sitt hus i Aten till Sveriges Författarförbund. Wahlgren är begravd på Skogskyrkogården i Stockholm.

## Filmografi roller
- 1939 – Panik
- 1942 – Gula kliniken